# Шабла (община)
Вижте пояснителната страница за други значения на Шабла.
Община Шабла се намира в Североизточна България и е една от съставните общини на област Добрич. Административен център е град Шабла.

## География

### Географско положение, граници, големина
Общината е разположена в североизточната част на област Добрич. С площта си от 329,639 km2 заема 7-о място сред 8-те общините на областта, което съставлява 6,98% от територията на областта. Община Шабла е най-източната община на България – нос Шабла (най-източната точка на България). Границите ѝ са следните:
- на юг и запад – община Каварна;
- на северозапад – община Генерал Тошево;
- на север – Румъния;
- на изток – Черно море.

### Релеф, води
Релефът на общината е равнинен. Цялата ѝ територията попада в най-източните предели на Добруджанското плато. То е слабо наклонено на изток и североизток и височината му в границите на общината варира от 0 и 100 m. На изток завършва със стръмни, на места отвесни склонове към брега на Черно море. Максималната височина на община Шабла е 102 m, разположена западно от село Горичане. Дължината на морския бряг е около 40 km, а акумулативните брегове са с обща дължина 13,4 km. Морските плажове обхващат 22% от всички плажове по Българското Черноморско крайбрежие. От север на юг се редуват обширни плажови ивици: Дуранкулашки (65 дка); Крапецки – север (91 дка); Крапецки – юг (Езерецки) (50 дка); Шабленски (112 дка). Плажовете са от ситен, зърнест пясък и натрошени мидени черупки образуващи на много места  пясъчни дюни.
В община Шабла няма повърхностно течащи води. Има едно голямо суходолие (Шабленска река), в което епизодично (основно през пролетта и при поройни дъждове) протичат водни количества. То започва западно от село Твърдица, насочва се на изток и североизток, минава през селата Божаново и Ваклино и се „влива“ в Дуранкулашкото езеро. На фона на изключително равния релеф суходолието е значително под нивото на терена, като бреговете му са стръмни.
На територията на община Шабла са разположени три сладководни езера: Шабленското, Езерецкото и най-голямото Дуранкулашкото, които са с голямо разнообразие от рядко срещащи се видове флора и фауна. Има още две солени езера-лагуни – Балтата и Шабленска тузла със запаси на лечебна кал (около 230 000 тона).

### Населени места
Общината се състои от 16 населени места. Списък на населените места, подредени по азбучен ред, население и площ на землищата им:
| Населено място  | Пребр. на населението през 2021 г. | Площ на землището (в км2) | Забележка (старо име)   | Населено място | Пребр. на населението през 2021 г. | Площ на землището (в км2) | Забележка (старо име) |
| Божаново        | 4                                  | 7,332                     | Карамет                 | Крапец         | 259                                | 22,175                    | Гарибча, Карапча      |
| Ваклино         | 112                                | 18,049                    | Караманлии              | Пролез         | 18                                 | 18,328                    | Гий орман             |
| Горичане        | 39                                 | 24,534                    | Яалъ юч орман, Падурени | Смин           | 33                                 | 11,907                    | Саръ муса             |
| Горун           | 73                                 | 19,558                    | Саръ меше               | Стаевци        | 1                                  | 13,465                    | Калъкчии              |
| Граничар        | 98                                 | 18,498                    | Аканджии                | Твърдица       | 9                                  | 11,437                    | Калайджи дере         |
| Дуранкулак      | 286                                | 29,351                    | Блатница                | Тюленово       | 58                                 | 14,583                    | Калъч кьой            |
| Езерец          | 73                                 | 20,084                    | Сатълмъш                | Черноморци     | 34                                 | 12,347                    | Исмаилч кьой          |
| Захари Стояново | 64                                 | 17,904                    | Джафер факъ             | Шабла          | 2849                               | 70,087                    |                       |

## Административно-териториални промени
- периода 1913 – 1940 г. – с. Яалъ юч орман е преименувана на с. Падурени под румънска власт.
- МЗ № 2191/обн. 27.06.1942 г. – преименува с. Дуранкулак на с. Блатница;

– преименува с. Карамет (Керамет) на с. Божаново;
– преименува с. Караманлии на с. Ваклино;
– преименува с. Падурени на с. Горичане;
– преименува с. Саръ меше на с. Горун;
– преименува с. Аканджи (Акънджии) на с. Граничар;
– преименува с. Сатълмъш на с. Езерец;
– преименува с. Джафер факъ на с. Захари Стояново;
– преименува с. Гарибча (Карапча) на с. Крапец;
– преименува с. Гий орман на с. Пролез;
– преименува с. Саръ Муса на с. Смин;
– преименува с. Калъчлии на с. Стаевци;
– преименува с. Калайджи дере на с. Твърдица;
– преименува с. Калъч кьой (Кълъч кьой) на с. Тюленово;
– преименува с. Исмаилч кьой на с. Черноморци;
- МЗ № 5530/обн. 17.09.1943 г. – възстановява старото име на с. Блатница на с. Дуранкулак;
- Указ № 704/обн. 01.11.1963 г. – потвърдено е възстановеното през 1943 г. старо име на с. Блатница на с. Дуранкулак;
- Указ № 546/обн. 15.09.1964 г. – признава с. Шабла за с.гр.т. Шабла;
- Указ № 829/обн. 29.08.1969 г. – признава с.гр.т. Шабла за гр. Шабла.

## Население

### Етнически състав
Преброяване на населението през 2011 г.
Численост и дял на етническите групи според преброяването на населението през 2011 г., по населени места (подредени по численост на населението):
| Населено място  | Численост | Численост | Численост | Численост | Численост | Численост           | Численост     | Населено място  | Дял (в %) | Дял (в %) | Дял (в %) | Дял (в %) | Дял (в %)           | Дял (в %)     |
| Населено място  | Общо      | Българи   | Турци     | Цигани    | Други     | Не се самоопределят | Не отговорили | Населено място  | Българи   | Турци     | Цигани    | Други     | Не се самоопределят | Не отговорили |
| Общо            | 5069      | 4466      | 67        | 142       | 24        | 107                 | 263           | 100.00          | 88.10     | 1.32      | 2.80      | 0.47      | 2.11                | 5.18          |
| --------------- | --------- | --------- | --------- | --------- | --------- | ------------------- | ------------- | --------------- | --------- | --------- | --------- | --------- | ------------------- | ------------- |
| Шабла           | 3401      | 2945      | 25        | 103       | 10        | 99                  | 219           | Шабла           | 86.59     | 0.73      | 3.02      | 0.29      | 2.91                | 6.43          |
| Дуранкулак      | 415       | 390       |           | 11        | 3         |                     | 10            | Дуранкулак      | 93.97     |           | 2.65      | 0.72      |                     | 2.40          |
| Крапец          | 301       | 287       |           |           |           |                     | 7             | Крапец          | 95.34     |           |           |           |                     | 2.32          |
| Ваклино         | 166       | 147       | 5         | 10        | 0         | 3                   | 1             | Ваклино         | 88.55     | 3.01      | 6.02      | 0.00      | 1.80                | 0.60          |
| Граничар        | 134       | 94        | 24        | 0         |           |                     | 15            | Граничар        | 70.14     | 17.91     | 0.00      |           |                     | 11.19         |
| Езерец          | 124       | 121       |           |           | 0         |                     | 2             | Езерец          | 97.58     |           |           | 0.00      |                     | 1.61          |
| Захари Стояново | 95        | 93        | 0         | 0         |           |                     | 0             | Захари Стояново | 97.89     | 0.00      | 0.00      |           |                     | 0.00          |
| Горун           | 91        | 78        | 5         |           | 4         |                     | 3             | Горун           | 85.71     | 5.49      |           | 4.39      |                     | 3.29          |
| Горичане        | 82        | 74        | 3         | 0         | 5         | 0                   | 0             | Горичане        | 90.24     | 3.65      | 0.00      | 6.09      | 0.00                | 0.00          |
| Черноморци      | 81        | 66        | 0         | 15        | 0         | 0                   | 0             | Черноморци      | 81.48     | 0.00      | 18.51     | 0.00      | 0.00                | 0.00          |
| Смин            | 74        | 69        |           | 0         | 0         |                     | 4             | Смин            | 93.24     |           | 0.00      | 0.00      |                     | 5.40          |
| Тюленово        | 56        | 54        | 0         | 0         | 0         | 0                   | 2             | Тюленово        | 96.42     | 0.00      | 0.00      | 0.00      | 0.00                | 3.57          |
| Пролез          | 32        | 31        | 0         | 0         |           |                     | 0             | Пролез          | 96.87     | 0.00      | 0.00      |           |                     | 0.00          |
| Божаново        | 6         | 6         | 0         | 0         | 0         | 0                   | 0             | Божаново        | 100.00    | 0.00      | 0.00      | 0.00      | 0.00                | 0.00          |
| Твърдица        | 6         | 6         | 0         | 0         | 0         | 0                   | 0             | Твърдица        | 100.00    | 0.00      | 0.00      | 0.00      | 0.00                | 0.00          |
| Стаевци         | 5         | 5         | 0         | 0         | 0         | 0                   | 0             | Стаевци         | 100.00    | 0.00      | 0.00      | 0.00      | 0.00                | 0.00          |

## Политика

### Общински съвет
Състав на общинския съвет, избиран на местните избори през годините:
| Партия или сдружение                              | 2003    | 2007    | 2011 | 2015    |
| Избирателна активност по време на изборите        | 57,98 % | 66,27 % |      | 58,60 % |
| Общ брой места                                    | 13      | 13      | 13   | 11      |
| ------------------------------------------------- | ------- | ------- | ---- | ------- |
| ГЕРБ                                              |         | 5       | 4    | 5       |
| Движение за социален хуманизъм                    |         |         |      | 4       |
| Българска социалистическа партия                  | 5       | 2       | 5    | 2       |
| Земеделски съюз „Александър Стамболийски“         |         |         | 2    |         |
| Движение Нашият град                              |         | 6       | 2    |         |
| Партия на българските жени                        | 2       |         |      |         |
| Съюз на свободните демократи                      | 1       |         |      |         |
| Социалдемократическа партия                       | 1       |         |      |         |
| Български земеделски народен съюз - Народен съюз  | 1       |         |      |         |
| Българско движение „Национален идеал за единство“ | 1       |         |      |         |
| Коалиция „За обновена Шабла“                      | 1       |         |      |         |
| Българска социалдемокрация                        | 1       |         |      |         |

## Туризъм
Към декември 2010 година община Шабла разполага с 1265 легла, намиращи се в 79 броя категоризирани средства за подслон и места за настаняване, в други 3 категоризирани почивни бази, собственост на държавни учреждения и търговски дружества имат още 102 легла. Разпределението на средствата за подслон и местата за настаняване е следното:
- Шабла – 188 легла в хотел в центъра на града, работещ целогодишно и няколко къщи, сезонно се предлагат и квартири;
- къмпинг „Добруджа“ край Шабла – 318 легла в 10 обекта, от които 2 целогодишно;
- селищно образувание Кария, нос Шабла – 9 легла в квартири;
- с. Горун – 6 легла;
- с. Тюленово – 72 легла в семеен хотел, къщи и квартири;
- с. Езерец – 93 легла в 4 къщи;
- с. Крапец – 337 легла, морски хотел 200 легла, семейни къщи-хотели, квартири;
- с. Дуранкулак – 15 легла в 2 къщи;
- къмпинг „Космос“ край с. Дуранкулак – 215 легла, почивна станция целогодишно и 182 в бунгала сезонно;
- край Дуранкулашкото езеро – 44 легла в 4 обекта за настаняване (къщи и квартири).

Уникалните скални образувания по брега на с. Тюленово са изключително удобни за съчетаване на традиционния морски ваканционен туризъм със специфични му форми – подводен, яхтен и скален туризъм. Разнообразието на флората и фауната в защитените местности на Шабленското и Дуранкулашкото езера благоприятстват развитието на екологичния туризъм.
В общината са открити множество археологически паметници, включително най-старата каменна архитектура в континентална Европа „Големия остров“ в Дуранкулашкото езеро.

## Транспорт
През общината преминават частично 4 пътя от Републиканската пътна мрежа на България с обща дължина 59,5 km:
- началният участък от 30,7 km от Републикански път I-9 (от km 0 до km 30,7);
- началният участък от 13,6 km от Републикански път III-901 (от km 0 до km 13,6);
- последният участък от 9,1 km от Републикански път III-2904 (от km 28,9 до km 38,0);
- последният участък от 6,1 km от Републикански път III-2961 (от km 18,1 до km 24,2).

## Топографски карти
- Лист от карта K-35-9. Мащаб: 1 : 100 000.
- Лист от карта K-35-10. Мащаб: 1 : 100 000.
- Лист от карта K-35-21. Мащаб: 1 : 100 000.
- Лист от карта K-35-22. Мащаб: 1 : 100 000.